# Auricherland

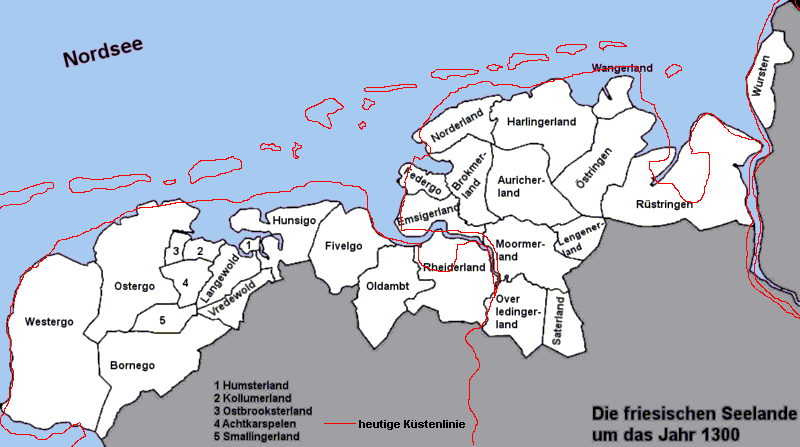
De Friese Zeelanden rond 1300

Auricherland (Nedersaksisch: Aurikerland) is een historisch landschap, gelegen in het centrum van Oost-Friesland, dat een breed gebied rond de stad van Aurich omvat.
Het Auricherland grenst in het westen aan Brookmerland, in het noorden aan Norder- en Harlingerland, in het oosten aan Östringen en in het zuiden door Lengener- en Moormerland.